# Hélio Gomes
Hélio Gomes (né le 27 décembre 1984) est un athlète portugais, spécialiste du demi-fond.
Il mesure 1,91 m pour 73 kg.
Il obtient la médaille d'argent du 1 500 mètres aux Jeux de la Lusophonie 2009 à Lisbonne.
Il est quintuple champion du Portugal du 1 500 m (2005, 2010, 2011, 2013 et 2016) et double champion du Portugal du 1 500 m en salle (2011 et 2015).
Son record sur 1 500 m est de 3 min 38 s 49 réalisé à Mataró le 8 juillet 2012 (il manque de 49/100e la qualification pour les Jeux olympiques), juste après avoir terminé 4e des Championnats d'Europe d'athlétisme 2012 à Helsinki. En juillet 2017, il est suspendu pour dopage,.